# Carex leporina
Espèce
Carex leporina, la Laîche des lièvres, est une espèce de plantes du genre Carex et de la famille des Cyperaceae.

## Synonymie
Carex ovalis.